# ون گوگ (فیلم ۱۹۴۸)
ون گوک (انگلیسی: Van Gogh) فیلمی در ژانر مستند به کارگردانی آلن رنه است که در سال ۱۹۴۸ منتشر شد.
نویسندگان این فیلم مستند نیز Gaston Diehl، Vincent van Gogh و Robert Hessens می باشند
این فیلم مستند درباره بیوگرافی نقاش هنرمند هلندی ون گوگ است که فقط با تصاویر نقاشی ها و طراحی های او، یا جزئیات آن ها، و بر اساس موسیقی نمایشی نمایش داده شده است.